# Японские традиционные куклы
Японские традиционные куклы или «нингё» (яп. 人形), что в переводе с японского означает «кукла», для записи этого слова на японском языке используются иероглифы 人 и 形, которые имеют значения соответственно «человек» и «форма».
Существует множество видов японских кукол, некоторые из них изображают детей, другие — императорский двор, воинов и героев, сказочных персонажей, богов и демонов. Большая часть кукол изготавливается для обычных подарков или для праздников, таких как Хинамацури — Праздник девочек. Другие куклы изготавливаются с целью продажи в качестве сувениров для туристов.
Наиболее древние куклы, найденные при раскопках, были отнесены к периоду Дзёмон.
Первоначально куклы выступали в роли оберегов или талисманов.
Период расцвета искусства создания кукол пришёлся на эпоху Эдо. Начиная с этого периода стали изготавливаться куклы различных форм и назначения.
С 1936 года в Японии искусство изготовления кукол получило статус официально признанного. Каждую весну начиная с 1954 года лучшие мастера по изготовлению кукол могут быть удостоены японским правительством титула Живое национальное сокровище Японии.
Материалами для изготовления японских кукол служат дерево, бумага, ткань, глина или даже живые хризантемы.

## Виды японских кукол

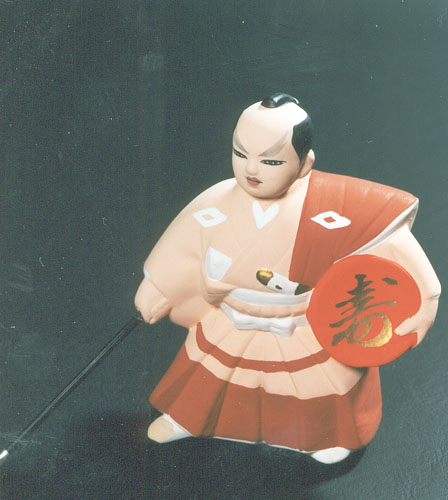
Хаката-нингё

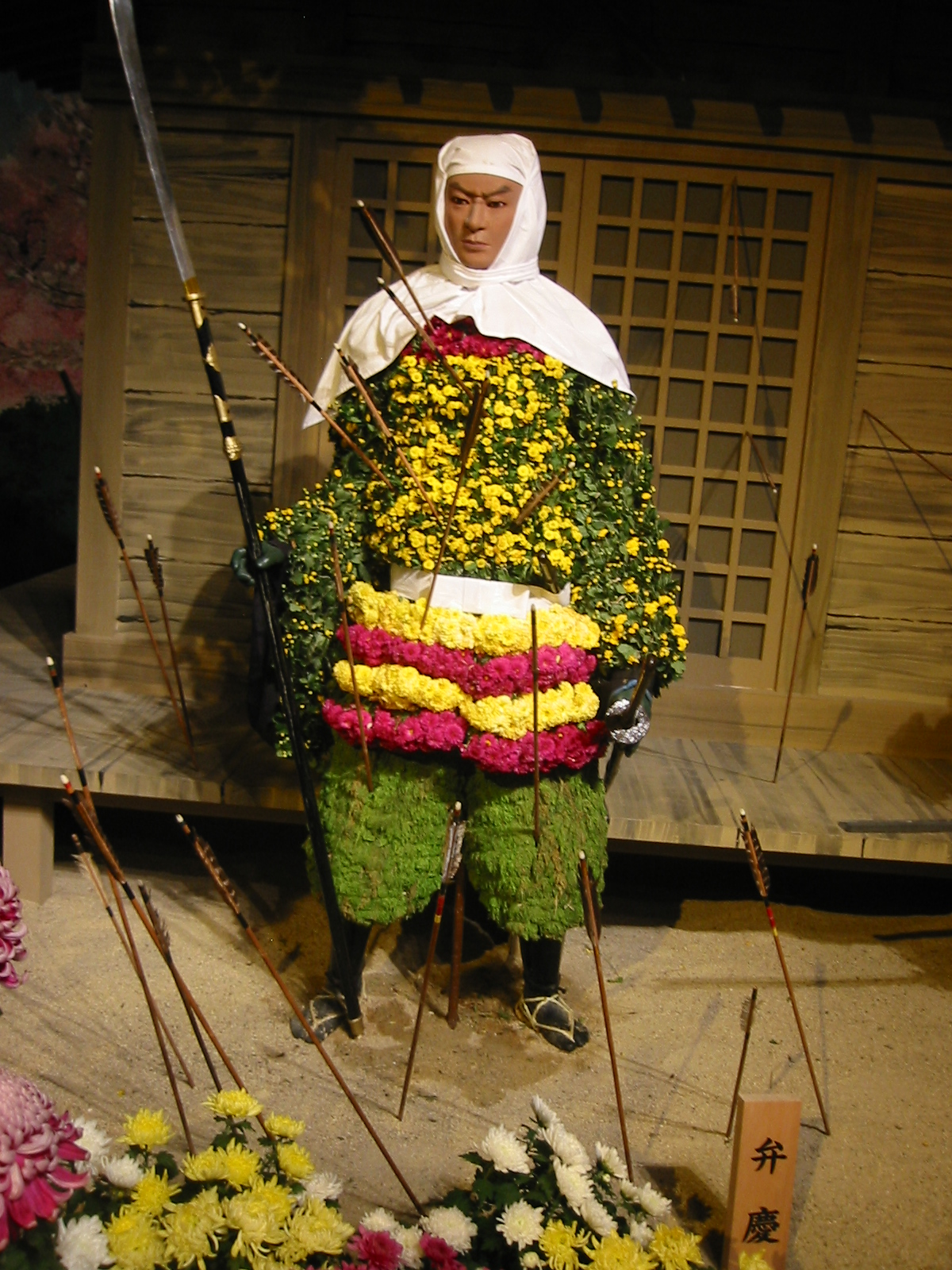
Кику-нингё на выставке в городе Хираката

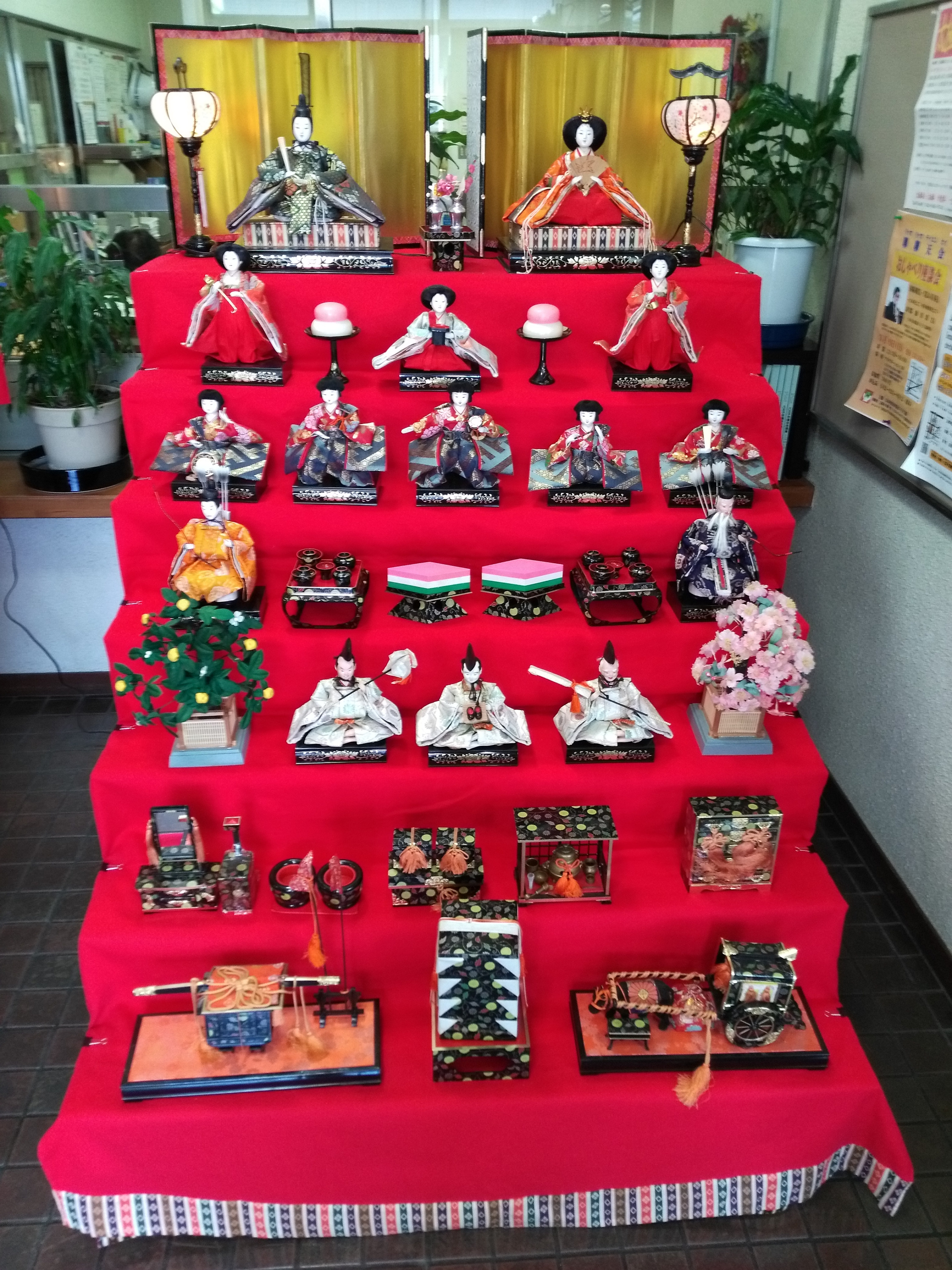
Хина-нингё

- Хина-нингё — куклы для праздника «Хинамацури», изображающие императорскую семью. Эти куклы очень ценные, их изготавливают из дорогих материалов, и в японских семьях они передаются по наследству.
- Гогацу-нингё (дословно майские куклы) или муся-нингё — куклы для праздника «Танго но сэкку» (сейчас — «День детей»). Часто это изображения самураев в доспехах, исторических персонажей (император Дзимму, императрица Дзингу), героев японского эпоса (Момотаро), а также фигурки тигров и лошадей.
- Каракури-нингё — механические куклы.
- Госё-нингё — небольшие фигурки в виде толстощёких детей, вырезанные из дерева и покрытые специальным составом из толчёных раковин устриц — «гофун». Изначально эти куклы изготавливались мастерами императорского двора, отсюда и происходит их название — «дворцовые куклы».[4] Госё-нингё часто дарят как талисман перед долгим путешествием.
- Кимэкоми-нингё — деревянные куклы, оклеенные тканью. Происхождение этого вида кукол связывают с храмом Камо в Киото, где в начале XVIII века монахи мастерили амулеты и сувениры для продажи[5]. Современные кимэкоми-нингё изготавливаются из древесно-клеевой массы, в отличие от более ранних кукол, которые просто вырезались из дерева[6]. Чаще всего используется дерево павловния. На корпусе куклы делаются специальные надрезы, куда затем заправляются края ткани (в переводе с японского кимэ — деревянная грань, коми — заправлять[7]).
- Хаката-нингё — керамические куклы. Первые подобные статуэтки, согласно одной из легенд, изготавливали в префектуре Фукуока с начала XVII века.[8] В 1900 году куклы хаката демонстрировались на Парижской выставке. В 1924 году куклы хаката, изображающие трёх танцующих девочек, выиграли серебряную награду на Международной парижской ярмарке.
- Кокэси — выточенные из дерева и раскрашенные куклы.
- Дарума — кукла-неваляшка.
- Кику-нингё — куклы из живых хризантем. Состоят из бамбукового каркаса, на котором закрепляются выкопанные из земли с корнями хризантемы с мелкими цветками. Для того, чтобы хризантемы дольше не увядали, их корни заворачиваются в мох. Высота таких кукол приблизительно равна человеческому росту. Лицо, руки и другие детали кукол изготавливаются из папье-маше. Множество подобных кукол изготавливается для традиционных выставок в городах Нихонмацу и Хираката, которые проводятся каждую осень в период цветения хризантем.[9]
- Тиогами-нингё — традиционная японская бумажная кукла. Для записи этого слова на японском языке используются иероглифы  (яп. 人)  и  (яп. 形), которые имеют значения соответственно «человек» и «форма». Часто используется как закладка в книге. Эти куклы стали популярны в Период Эдо. Для изготовления кукол использовали бумагу васи и тиогами. Отсюда произошло название куклы. Эти куклы также могут называться сиори-нингё (девочка-закладка).[10]